# Tour du Vice-roi de L'Eliana
La tour du Vice-Roi (en valencien : torre del Virrei) ou tour de Babà est un édifice situé à L'Eliana, dans la Communauté valencienne en Espagne.

## Situation
La tour du Vice-Roi fait partie d'une ancienne exploitation agricole située à un demi kilomètre à l'ouest du centre urbain de la ville de L'Eliana, à proximité de la voie ferrée et de la limite territoriale de L'Eliana avec la commune de La Pobla de Vallbona.

## Histoire
La tour de Babà est construite durant le Moyen Âge. Au XIXe siècle, elle est achetée avec le domaine environnant et reconstruite par l'ancien vice-roi de Nouvelle-Espagne Félix María Calleja del Rey, ce qui lui vaut par la suite son nouveau nom de tour du Vice-roi.
Elle est classée comme bien d'intérêt culturel le 27 août 2001.

## Architecture
Bâtie en maçonnerie sur un plan carré, la tour du Vice-roi comprend à son deuxième étage huit fenêtres à arc en plein cintre et couplées par deux sur chaque façade. Deux bâtiments flanquent la tour de chaque côté. L'entrée principale se trouve dans le bâtiment situé à sa droite, vu depuis la rue.